# Pons de Langeac
Pons de Langeac (* 1339; † 1421) war Viguier von Avignon und zwei Mal Rektor des Comtat Venaissin.

## Leben
Pons II. de Langeac, genannt Ponchon, wurde 1339, ein Jahr nach der Hochzeit seiner Eltern, als Sohn von Pons I., Seigneur de Langeac et Brassac, und Isabelle de Polignac geboren. Dieser Knappe des Bistums Clermont wurde einer der renommiertesten Kapitäne des 14. Jahrhunderts. „Er war zu seiner Zeit einer der bemerkenswertesten, tapfersten und kühnsten Knappen des ganzen Landes oder sogar dieses Königreichs; er war fest, beständig und in gutem Glauben.“ Der Ruf seines Vaters scheint ebenfalls bemerkenswert gewesen zu sein, da Pons I. de Langeach 1351 vom Rektor Hugues de la Roche als Leutnant des Comtat Venaissin eingesetzt wurde.
1370 befahl Pons den Bau der neuen Burg Brassac, um sein Land gegen das Eindringen der Engländer und der Grandes Compagnies zu schützen. Sie wurde 1383 fertiggestellt. Inzwischen hatte er im Jahre 1381 bei Louis de Sancerre, Marschall von Frankreich, angemustert.

### Viguier von Avignon
Im Verlauf der Monate November und Dezember 1388 verpflichtete sich Pons de Langeac, der das Amt des Viguier von Avignon übernommen hatte, die Verteidigung des linken Ufers der Rhône zu organisieren.
Papst Clemens VII., der sich weiterhin Sorgen um die Bewegungen der Compagnies im Dienst Raimond de Turennes machte, rekrutierte neue Truppen und entsandte Langeac über die Auvergne ins Gévaudan und nach Rodez, um den Herzog von Berry, Jean III. d’Armagnac und Louis de Sancerre zu unterstützen.
Am 10. Januar 1389 schickte Clemens VII., der durch die Mission seines Viguiers nicht beruhigt wurde, einen neuen Reiter zum Archidiakon von Rodez. Am 22. Januar intervenierte Jean de Murol, Bischof von Saint-Paul-Trois-Châteaux und Kardinalpriester von San Vitale, seinerseits, indem er den Mönch Jacques Bisson nach Rodez schickte, um zu erfahren, ob Soldaten vorhatten, Avignon anzugreifen, da seit Ende Januar und Anfang Februar sich Raimond de Turenne und seine Truppen in Richtung Valdaine bewegten. Châteauneuf-de-Mazenc wurde eingenommen, ebenso Savasse und die Maut von Leyne. Der Vicomte bedrohte Montélimar, ein päpstliches Lehen (siehe auch Tristan (Bastard von Beaufort)).

### Rektor des Comtat Venaissin
Um sich der Situation zu stellen, ernannte Clemens VII. 1393 Pons de Langeac zum Rektor des Comtat Venaissin. Langeac erneuerte die Funktion Pierre de Viminettos, ein Mönch und Soldat aus der Abtei Saint-Victor in Marseille und Prior von Châteauneuf-de-Lovezan im Bistum Rodez, als Leutnant, nachdem er von Henri de Sévery eingesetzt und von Odo von Thoire und Villars bestätigt worden war.
Am 10. Februar 1394 beauftragte der Camerlengo der Apostolischen Kammer, die für die päpstlichen Finanzen zuständig war, Pierre de Viminetto, beim Klerus des Venaissin eine Taille zu erheben, um die Verteidigung gegen Raimond de Turenne zu finanzieren.
Auf Anweisung des Rektors zog Astouaud de Mazan am 5. April 1394 in Montélimar ein, um sich dort mit seinen Truppen für 45 Tage niederzulassen. Mit diesem Zustrom an Truppen konfrontiert, machten die Unterstützer von Tristan, Bâtard de Beaufort einen Bruch des zwischen den beiden Parteien beschlossenen Waffenstillstands geltend, nahmen einige Bauern Montélimars als Gefangene und bemächtigten sich ihres Viehs.
Die Schlagkraft der päpstlichen Truppen, zu denen auch welche aus der Grafschaft Valentinois gestoßen waren, war so groß, dass Savasse und die Leyne-Maut am 14. Juni 1394 wieder eingenommen werden konnten. Pons de Langeac, der Vizerektor Guiran VII. de Simiane und Astouaud de Mazan kamen ebenfalls nach Montélimar, nachdem sie vor Ort die erforderlichen Truppen gelassen hatten.
Den Männern Turennes zum Trotz, die in kleinen Gruppen das gesamte Land durchstreiften, ging Pons de Langeac nach Avignon, wo er auf den prob’homme Pierre Duesens traf, der Malaucène am 4. August 1394 verlassen hatte, und verwirrt nach Avignon gekommen war, um dem Rektor eine wichtige Information zu bringen: die Männer des Kapitäns Bernardon de Serres hatten von den Remparts der Cité aus 17 Soldaten gesehen, die hinter den Fahnen Raimond de Turennes tanzten.
Clemens VII. starb am 16. September 1394, jenem Tag, an dem Langeacs Truppen Châteauneuf-de-Mazenc besetzten, das der Bâtard de Beaufort verlassen hatte. Am 26. September 1394 verließ Pons de Langeac Avignon Richtung Montélimar. und damit das Konklave, das zwei Tage später Pedro de Luna zum Papst (Benedikt XIII.) wählte.
Am 28. September, als er in Montélimar ankam, fragte der Rektor, ob es in der Armee der Valdaine Einwohner der Stadt gebe. Der päpstliche Bailli der Stadt erklärte, dass nur etwa 15 Männer gegangen seien. Der Konsul Pierre Bocher wurde trotz seines Abstreitens zur Verantwortung gezogen und verhaftet. Am nächsten Tag sah Pons de Langeac 25 Freiwillige um sich, nachdem er den Widerspenstigen mit einer Geldstrafe von 25 Silbermark gedroht hatte. Er ließ den Konsul frei und ging mit ihnen ins Operationsgebiet.
Inzwischen hatten sich einige Truppen, die mit den Päpstlichen verbündet waren, die Soldaten von Amadée, dem Bastard von Viennois, zerstreut und waren in Montelimar eingesickert. Am 2. November 1394 stritten sich die Soldaten und belästigten die Bewohner. Der Konsul Piere Bocher und zwei Räte begaben sich daraufhin nach Châteauneuf-de-Mazenc, um sich bei Pons de Langeac Guiran VII. de Simiane und Guillaume, dem Bastard von Poitiers, darüber zu beklagen. Der neue Papst Benedikt XIII. nutzt die Gelegenheit, um Pons de Langeac als Rektor ab- und ihn durch seinen Landsmann Gaston de Moncada zu ersetzen. Der unentbehrliche Pierre de Viminietto behielt nicht nur das Vertrauen des neuen Rektor, sondern erhielt sogar den Rang als Regent des Comtat anstelle von Guiran VII. de Simiane, als der er am 1. Mai 1395 die Wahl der Verwalter (syndics) von Carpentras leitete.
Auf Befehl drangen im März 1397 der Seneschall der Auvergne und der Bailli Chastard de Violet in die Vizegrafschaft Turenne ein und griffen Saint-Céré an, um Raimond de Turenne gefangen zu nehmen. Der Vizegraf befahl allen Kapitänen seiner Städte „an den Grenzlinien des Krieges, ständig auf ihren Posten zu bleiben“. Der Angriff auf Saint-Céré wurde ein Misserfolg. Sofort forderte der Vicomte das Parlement von Paris auf, „Informationen über Diebstähle, Plünderungen und andere Exzesse, die in der Stadt Saint-Céré von den Männern Langeacs und VIolets vorgenommen wurden, zu übermitteln“.
Die Affäre hatte jedoch auch Auswirkungen auf die Provence. Mit der Feststellung, dass die Anhänger Raimond de Turennes, die unter dem Befehl Gantonnet d’Abzacs und der Kontrolle Guy de Pesteils standen, in den Grafschaften Provence und Forcalquier zahlreicher wurden, rief der Seneschall Georges de Marle die Generalstände vom 20. Mai bis zum 14. Juni in Aix-en-Provence zusammen. Pons de Langeac wurde von der Versammlung ein Betrag von 1000 Francs gewährt, um ihn für den Einfall in die Vizegrafschaft Turenne in Saint-Céré zu belohnen. Diese Summe wurde ihm von Louis de Forcalquier, Herr von Céreste, gegeben, der bis nach Paris reiste. Régis Veydarier hat die Erwartungen an diese Prämie veröffentlicht: „Item, se deyan pagar per lo dit thesaurier Jaumet Gras, et de las ditas monedas que veran en sa man, a Ponchot de Langiac, per les bons servises que ha fach et fay, persequent mossenhor Raymon de Torena, henemic et rebel del rey Loys, nostre senhor, et del pays, francs mil“.
Aber die beiden Männer hatten nicht aufgehört, miteinander zu kämpfen. Im Lauf des Februar 1399 wurde Raimond de Turenne von Pons de Langeac in seiner Burg Bouzols bei Le Puy-en-Velay belagert. Diese Festung war quasi uneinnehmbar, die Belagerung zog sich hin, dem Vicomte gelang die Flucht, und kurz vor Weihnachten ergab sich dann die Garnison.

### Erneut Rektor
Als Pons de Langeac erneut gebeten wurde, Rektor des Comtat zu werden, reiste er nach  Carpentras. Er würde nur ein paar Monate auf diesem Posten bleiben. Im September 1402, mit dem Auftrag, dem Eindringen der Truppen Guigue de Montbels, Herrn von Entremont, entgegenzutreten und mit lediglich 6000 Florin um seine Leute zu bezahlen, zog er es vor, Verhandlungen mit dem Abenteurer zu führen. Er traf eine Vereinbarung mit ihm, mit der er das Geld akzeptierte und sich dann zurückzog. Es wurde ihm von den Ständen des Comtat Anfang 1403 erstattet.